# Брно (аеропорт)
Туржани (IATA: BRQ, ICAO: LKTB), (чеськ. Tuřany/Letiště Brno-Tuřany) — міжнародний аеропорт чеського міста Брно. Аеропорт належить Південноморавському краю і знаходиться в управлінні компанії Letiště Brno. Аеропорт здатний приймати літаки типу Boeing 767 і Airbus 330/340.

## Авіакомпанії та напрямки

### Пасажирські
| Авіакомпанія                | Пункт призначення |
| --------------------------- | --- |
| AlMasria Universal Airlines | Сезонний чартер: Хургада |
| Bulgarian Air Charter       | Сезонний чартер: Бургас |
| flybmi                      | Мюнхен |
| Onur Air                    | Сезонний чартер: Анталія |
| Ryanair                     | Мілан-Бергамо, Лондон-Станстед |
| SmartWings                  | Сезонний: Анталія, Бургас, Корфу, Фуертевентура, Іракліон, Хургада, Кос, Ламеція-Терме, Марса-Алам, Пальма-де-Мальорка, Родос, Варна, Закінф                                                                                                 |
| Tailwind Airlines           | Сезонний чартер: Анталія, Ерджан |
| Travel Service Airlines     | Сезонний чартер: Альмерія, Анталія, Бодрум, Бургас, Корфу, Джерба, Фару, Кавала, Кос, Ламеція-Терме, Монастір, Острава, Пальма-де-Мальорка, Подгориця, Превеза, Родос, Самос, Санторіні, Шарм-ель-Шейх, Тенерифе-Південний, Салоніки, Закінф |
| Tunisair                    | Сезонний чартер: Джерба, Монастір |

### Вантажні
| Авіакомпанія          | Пункт призначення |
| --------------------- | ----------------- |
| ASL Airlines Belgium  | Льєж, Прага       |
| Turkmenistan Airlines | Ашгабат           |